# شیلمارک (ماساچوست)
شیلمارک، ماساچوست
شیلمارک(به انگلیسی: Chilmark) شهرکی در شهرستان دوکز ایالت ماساچوست می‌باشد که در سال ۱۷۱۴ بنیان‌گذاری شده‌است. این شهرک در سرشماری سال ۲۰۱۰ میلادی، ۸۶۶ نفر جمعیت داشته‌است.